# جوئل لوچتر
جوئل لوچتر (انگلیسی: Joëlle Leuchter؛ زادهٔ ۸ سپتامبر ۱۹۸۲) بازیکن فوتبال اهل لوکزامبورگ است.
وی همچنین در تیم ملی فوتبال Luxembourg بازی کرده‌است.